# インド準備銀行総裁
インド準備銀行総裁（インドじゅんびぎんこうそうさい）は、インドの中央銀行であるインド準備銀行の総裁である。1935年のイギリス領インド帝国時代に設立された。15代総裁のマンモハン・シンは、後に財務相・首相を歴任した。

## インド準備銀行総裁
| 代 | 名前                           | 任期           | 任期           | 任期        |
| 代 | 名前                           | 就任日         | 退任日         | 期間        |
| -- | ------------------------------ | -------------- | -------------- | ----------- |
| 1  | オズボーン・スミス             | 1935年4月1日   | 1937年6月30日  | 2年 + 90日  |
| 2  | ジェームズ・ブレイド・テイラー | 1937年7月1日   | 1943年2月17日  | 5年 + 231日 |
| 3  | C・D・デシュマク               | 1943年8月11日  | 1949年6月30日  | 5年 + 323日 |
| 4  | ベネガル・ラウ                 | 1949年7月1日   | 1957年1月14日  | 7年 + 197日 |
| 5  | K・G・アンベガンカー           | 1957年1月14日  | 1957年2月28日  | 45日        |
| 6  | H・V・R・リンガー              | 1957年3月1日   | 1962年2月28日  | 4年 + 364日 |
| 7  | P・C・バタチャーヤ             | 1962年3月1日   | 1967年6月30日  | 5年 + 121日 |
| 8  | L・K・ジャー                   | 1967年7月1日   | 1970年5月3日   | 2年 + 306日 |
| 9  | B・N・アダーカー               | 1970年5月4日   | 1970年6月15日  | 42日        |
| 10 | S・ジャンナハーン              | 1970年6月16日  | 1975年5月19日  | 4年 + 337日 |
| 11 | N・C・セングプタ               | 1975年5月19日  | 1975年8月19日  | 92日        |
| 12 | K・R・プリー                   | 1975年8月20日  | 1977年5月2日   | 1年 + 255日 |
| 13 | マイダボル・ナラシマン         | 1977年5月3日   | 1977年11月30日 | 211日       |
| 14 | インドラプラサド・パテル       | 1977年12月1日  | 1982年9月15日  | 4年 + 288日 |
| 15 | マンモハン・シン               | 1982年9月16日  | 1985年1月14日  | 2年 + 120日 |
| 16 | アドミタブ・ゴース             | 1985年1月15日  | 1985年2月4日   | 20日        |
| 17 | R・N・ナルホトラ               | 1985年2月4日   | 1990年12月22日 | 5年 + 321日 |
| 18 | S・ヴェンキトラマナン          | 1990年12月22日 | 1992年12月21日 | 1年 + 365日 |
| 19 | C・ランガージャン              | 1992年12月22日 | 1997年11月21日 | 4年 + 334日 |
| 20 | ビマル・ジャラン               | 1997年11月22日 | 2003年9月6日   | 5年 + 288日 |
| 21 | Y. ヴェヌゴーパル・レッディー  | 2003年9月6日   | 2008年9月5日   | 4年 + 365日 |
| 22 | D・スラバオ                    | 2008年9月5日   | 2013年9月4日   | 4年 + 364日 |
| 23 | ラグラム・ラジャン             | 2013年9月4日   | 2016年9月4日   | 3年 + 0日   |
| 24 | ウルジット・パテル             | 2016年9月4日   | 2018年12月10日 | 2年 + 97日  |
| 25 | シャクティカンタ・ダス         | 2018年12月12日 | 2024年12月10日 | 5年 + 364日 |
| 26 | サンジャイ・マルホトラ         | 2024年12月11日 | 在任中         | 93日        |